# Dziadzior
Dziadzior – dziesiąty solowy album poznańskiego rapera donGURALesko. Wydawnictwo ukazało się 22 maja 2020 roku nakładem wytwórni muzycznej Shpady.
Za produkcję nagrań odpowiedzialni byli: Tailor Cut, Doon & Gumbas, James Wantana, Ceha, Lex Caesar, Donatan, The Returners, Matheo oraz Mental Cut. Scratche wykonali od lat współpracujący z artystą: DJ Soina oraz DJ Kostek. Wśród gości na płycie znaleźli się Shellerini, Miły ATZ, Pokahontaz, Paprodziad, Pablopavo, Lua Preta, Major SPZ oraz Bedoes. W utworze "Sitikol" będącym intro albumu, udzielił się wieloletni hypeman rapera - Kalafi. Playlistę zamknęło outro pt. "Homkol", z gościnnym udziałem żony wykonawcy - Martyny Chakanetsy, ukrywającej się pod pseudonimem Baby Boo. Album zadebiutował na 1. miejscu zestawienia OLiS.
Nagrania uzyskały status złotej płyty.

## Lista utworów
| Nr  | Tytuł utworu                                                                   | Producent     | Długość |
| --- | ------------------------------------------------------------------------------ | ------------- | ------- |
| 1.  | „Sitikol (gość. Kalafi)”                                                       | -             | 1:12    |
| 2.  | „Królkrólów”                                                                   | Tailor Cut    | 3:52    |
| 3.  | „Miejskie Etno (scratche. DJ Soina)”                                           | Doon, Gumbas  | 3:23    |
| 4.  | „Pogoda-pod-psem (gość. Shellerini)”                                           | James Wantana | 4:17    |
| 5.  | „Yabadabadoo”                                                                  | Ceha          | 3:42    |
| 6.  | „Nosorożec Flo”                                                                | Lex Caesar    | 2:56    |
| 7.  | „Towarzystwo Ludzi Prostych (gość. Miły ATZ, Pokahontaz, scratche. DJ Kostek)” | Donatan       | 3:57    |
| 8.  | „Co będzie to będzie”                                                          | James Wantana | 4:22    |
| 9.  | „Leśna Liga (gośc. Paprodziad)”                                                | Lex Caesar    | 4:16    |
| 10. | „Testament (scratche. DJ Kostek)”                                              | Lex Caesar    | 3:36    |
| 11. | „Hefajstos”                                                                    | The Returners | 4:16    |
| 12. | „Piękna Katastrofa (gość. Pablopavo)”                                          | Lex Caesar    | 4:07    |
| 13. | „Układ Nagrody”                                                                | The Returners | 3:42    |
| 14. | „Napad”                                                                        | Ceha          | 3:41    |
| 15. | „Kubrick”                                                                      | Matheo        | 3:12    |
| 16. | „Biały Lew (gość. Lua Preta)”                                                  | Mental Cut    | 3:05    |
| 17. | „Wielki Szu”                                                                   | The Returners | 3:15    |
| 18. | „Lodołamacz (gość. Major SPZ, scratche. DJ Soina)”                             | Tailor Cut    | 3:11    |
| 19. | „Beton fest (gość. Bedoes)”                                                    | Donatan       | 5:04    |
| 20. | „Wschód”                                                                       | The Returners | 3:54    |
| 21. | „Homkol (gość. Baby Boo)”                                                      | -             | 0:36    |
|     |                                                                                |               | 1:13:36 |

## Twórcy
W nawiasach podano numery utworów.
| - donGURALesko - słowa, rap - Przemysław Ślużyński - realizacja nagrań - Łukasz "Limps" Koniecko - projekt i skład okładki - Mateusz "Mateo" Rędzioch - zdjęcia - Adam Wilkoszarski - zdjęcia |  | - Shellerini - słowa, rap (4) - Miły ATZ - słowa, rap (7) - Rahim - słowa, rap (7) - Fokus - słowa, rap (7) - Paprodziad (Łąki Łan) - słowa, wokal (9) - Pablopavo - słowa, wokal (12) - Ms. Gia - słowa, wokal (16) - Major SPZ - słowa, rap (8) - Bedoes - słowa, rap (19) - Kalafi - gościnny udział w intro - Baby Boo - gościnny udział w outro |  | - DJ Soina - scratche (3, 18) - DJ Kostek - scratche (7, 10) - Tailor Cut - produkcja (2, 18) - Doon - produkcja (3) - Gumbas - produkcja (3) - James Wantana - produkcja (4, 8) - Ceha - produkcja (5, 14) - Lex Caesar - produkcja (6, 9, 10, 12) - Donatan - produkcja (7, 19) - The Returners - produkcja (11, 13, 17, 20) - Matheo - produkcja (15) - Mental Cut - produkcja (16) |

Nagrania zrealizowane zostały w MM Studio w Poznaniu.